# Te Kākahu-o-Tamatea
Te Kākahu-o-Tamatea (anglicky Chalky Island) je ostrov v jihozápadní části Nového Zélandu v národním parku Fiordland. Má rozlohu 514 hektarů.
V roce 1999 se ostrov stal prvním pobřežním ostrovem Nového Zélandu, kde došlo k úspěšné eradikaci hranostajů; dnes je zbaven všech introdukovaných savců (predátorů).
Te Kākahu-o-Tamatea je důležitou ptačí rezervací. Od počátku 21. století sem byly úspěšně přemístěny některé ohrožené novozélandské ptačí druhy, jako je pištec žlutý, kakapo soví, lejsčík dlouhonohý a kakariki horský. V roce 2002 byl na ostrově objeven nový druh plaza z čeledi scinkovití, kterému se dostalo názvu Oligosoma inconspicuum. Formálně byl druh poprvé popsán v roce 2011.